# 16368 Città di Alba
16368 Città di Alba (tên chỉ định: 1981 DF) là một tiểu hành tinh vành đai chính. Nó được phát hiện bởi Henri Debehogne và Giovanni de Sanctis ở Đài thiên văn La Silla ở Chile ngày 28 tháng 2 năm 1981. Nó được đặt theo tên thị trấn thuộc Alba ở vùng Piedmont thuộc Italy.